# Албърт
„Албърт“ (на английски: Albert) е американска коледна телевизионна компютърна анимация от 2016 г., продуциран от Nickelodeon, който е първият оригинален анимационен ТВ филм. Премиерата му е на 9 декември 2016 г. По-късно е издаден на DVD с регион 1 на 14 ноември 2017 г. от Paramount Home Entertainment, а след това е отново пуснат в регион 2 на 29 октомври 2018 г. който отбелязва първият филм от поредицата, който не е пуснат от „Нетфликс“.

## Актьорски състав
- Боби Мойнахан – Албърт, малка ела, която мечтае да стане Коледно дърво в Емпайър Сити.[5][6]
- Сашийр Замата – Мейси, гадже на Албърт[5]
- Юда Фрийдландър – Джийн, трева и приятел на Албърт, който е нехаресван от всички[5]
- Чери Отери – Линда
- Роб Ригъл – Кактус Пийт/Рой, главният злодей, който ненавижда Коледа, и отмъщава на Коледните елхи.
- Том Кени – Хортън
- Бриана Иде – Моли, малко момиче, която вярвам, че Албърт може да направи големи неща.
- Джон Димаджо – Дони, бащата на Моли
- Мери Пат Глийсън – Земна Мама

## В България
В България филмът е излъчен по локалната версия на „Никелодеон“ на 24 декември 2016 г. в неделя от 7:55. Повторенията са излъчвани многократно по „Никтуунс“ в средата.
В края на 2022 г. е достъпен в стрийминг платформата SkyShowtime.
| Роля            | Изпълнител       |
| --------------- | ---------------- |
| Албърт          | Камен Асенов     |
| Мейси           | Ралица Стоянова  |
| Джийн           | Момчил Степанов  |
| Кактус Пийт/Рой | Атанас Сребрев   |
| Хортън Фарбър   | Георги Стоянов   |
| Бу              | Георги Стоянов   |
| Хари            | Георги Стоянов   |
| Папрат          | Георги Стоянов   |
| Дони            | Здравко Димитров |
| Хърман          | Здравко Димитров |
| Земна Мама      | Надя Полякова    |
| Сказ            | Надя Полякова    |
| Други гласове   | Анатолий Божинов |

| Обработка              | Александра Аудио |
| ---------------------- | ---------------- |
| Изпълнителен продуцент | Васил Новаков    |